# Goreni, Mureș
Goreni (în maghiară Dedrádszéplak) este un sat în comuna Batoș din județul Mureș, Transilvania, România.

## Monumente
- Biserica reformată din Goreni

## Imagini

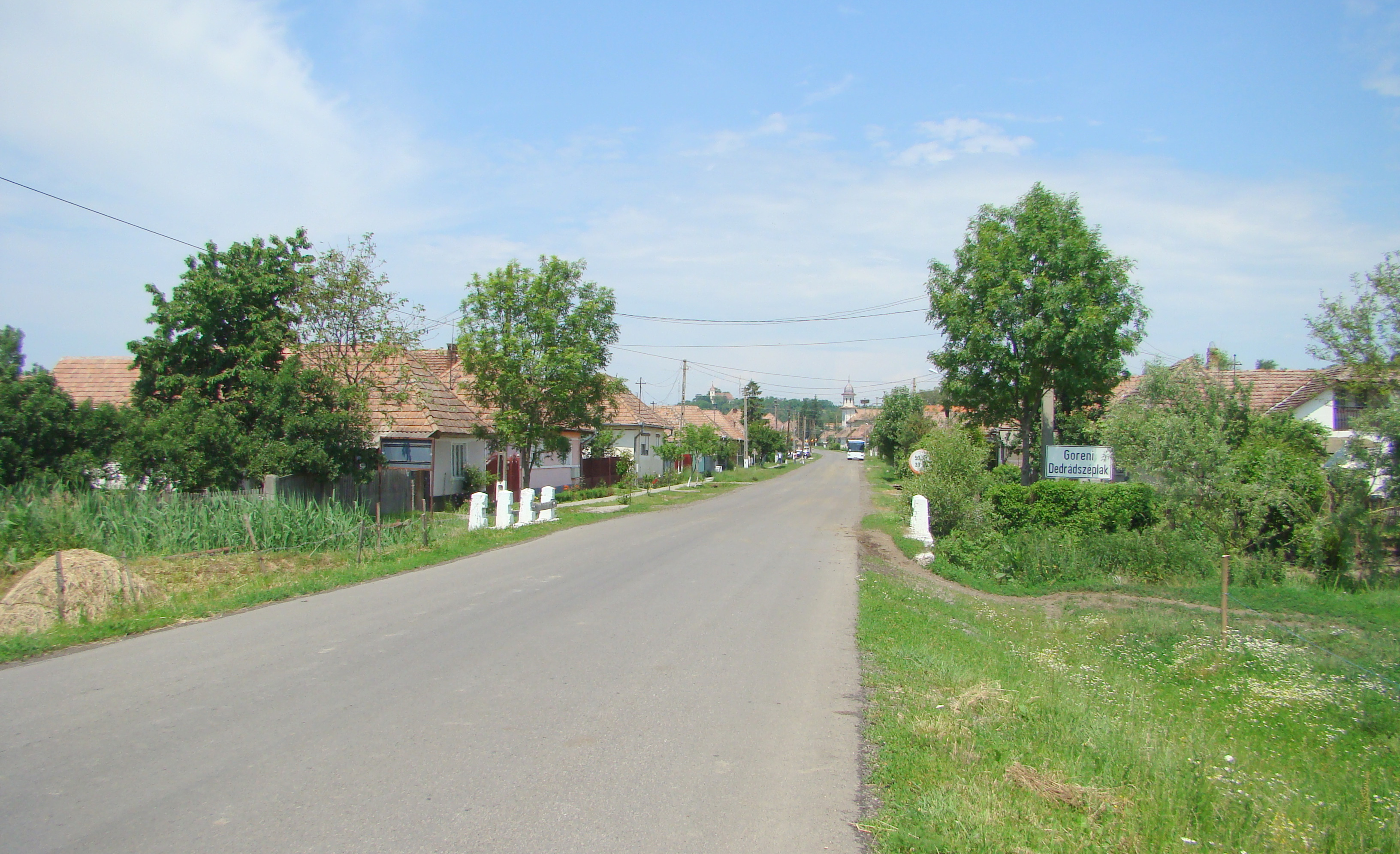
Intrarea în localitate
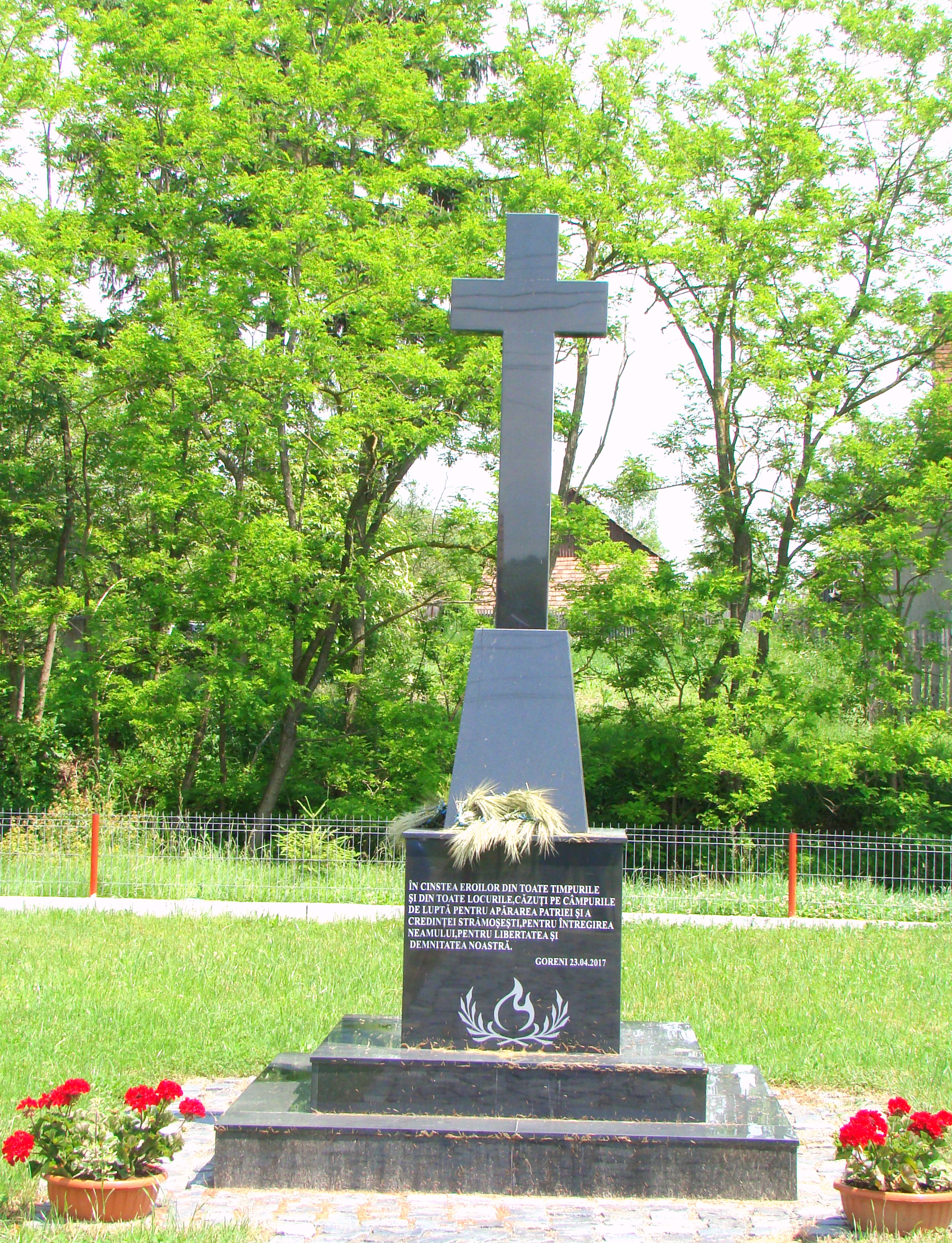
Monumentul eroilor
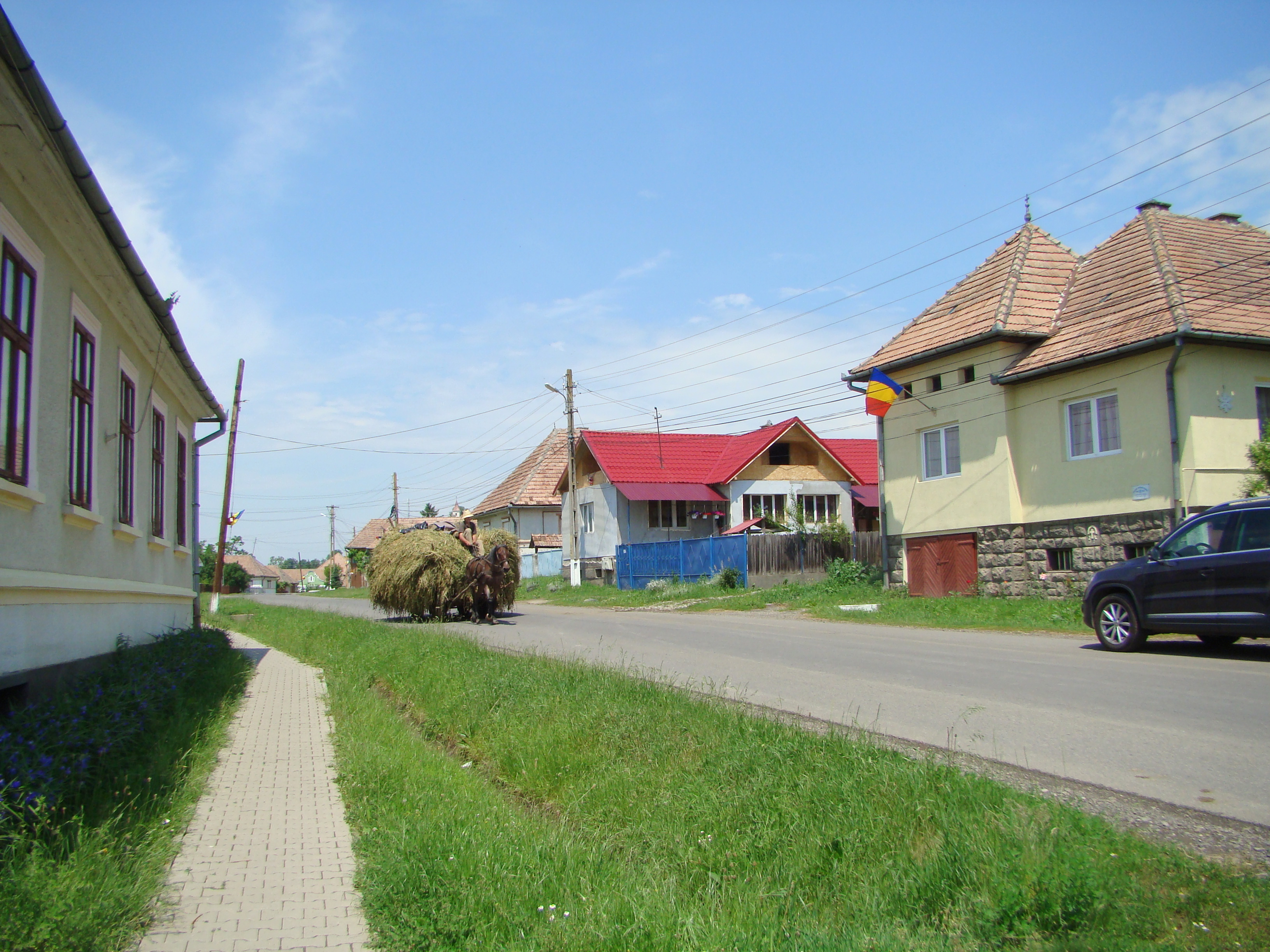
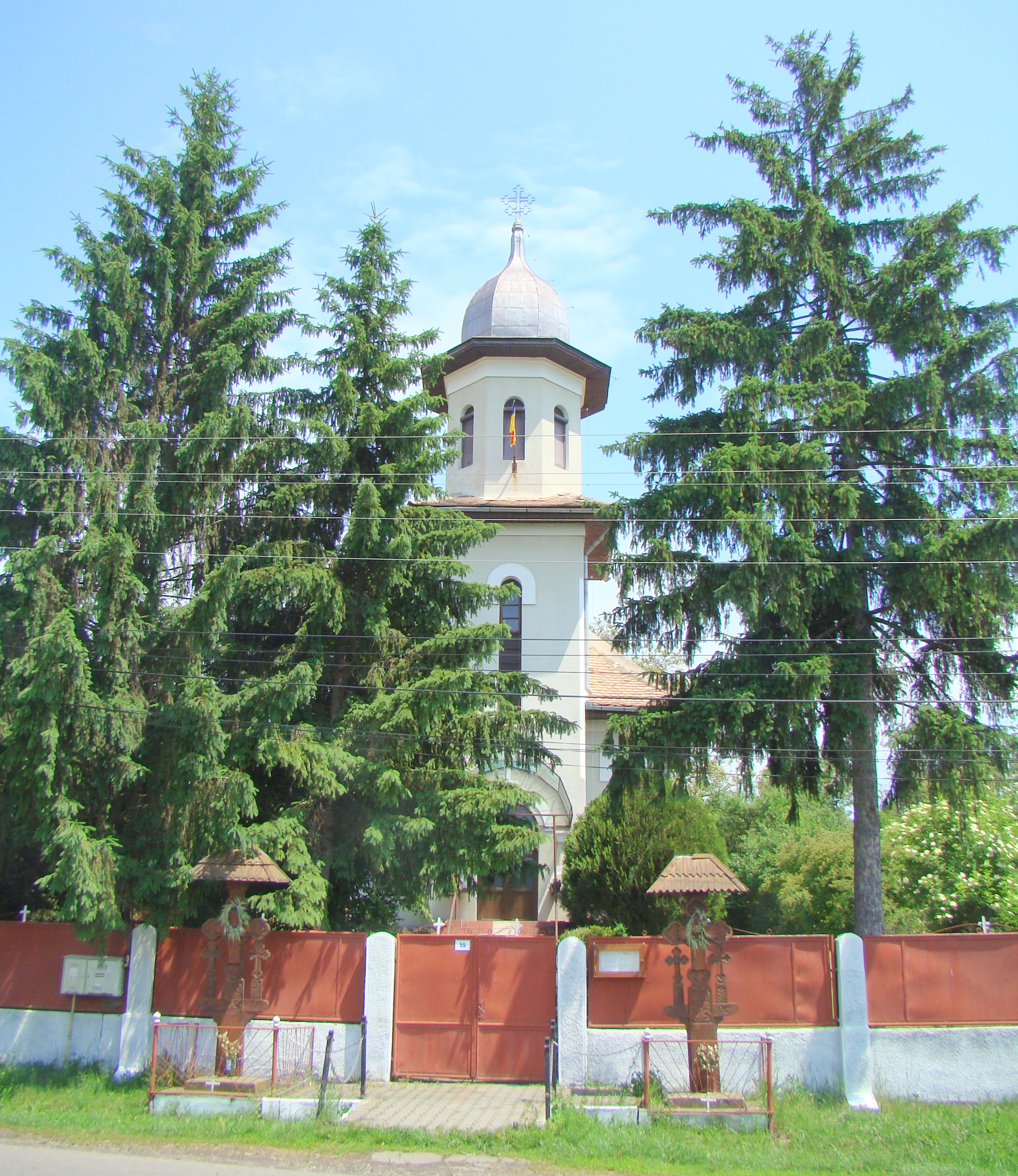
Biserica ortodoxă
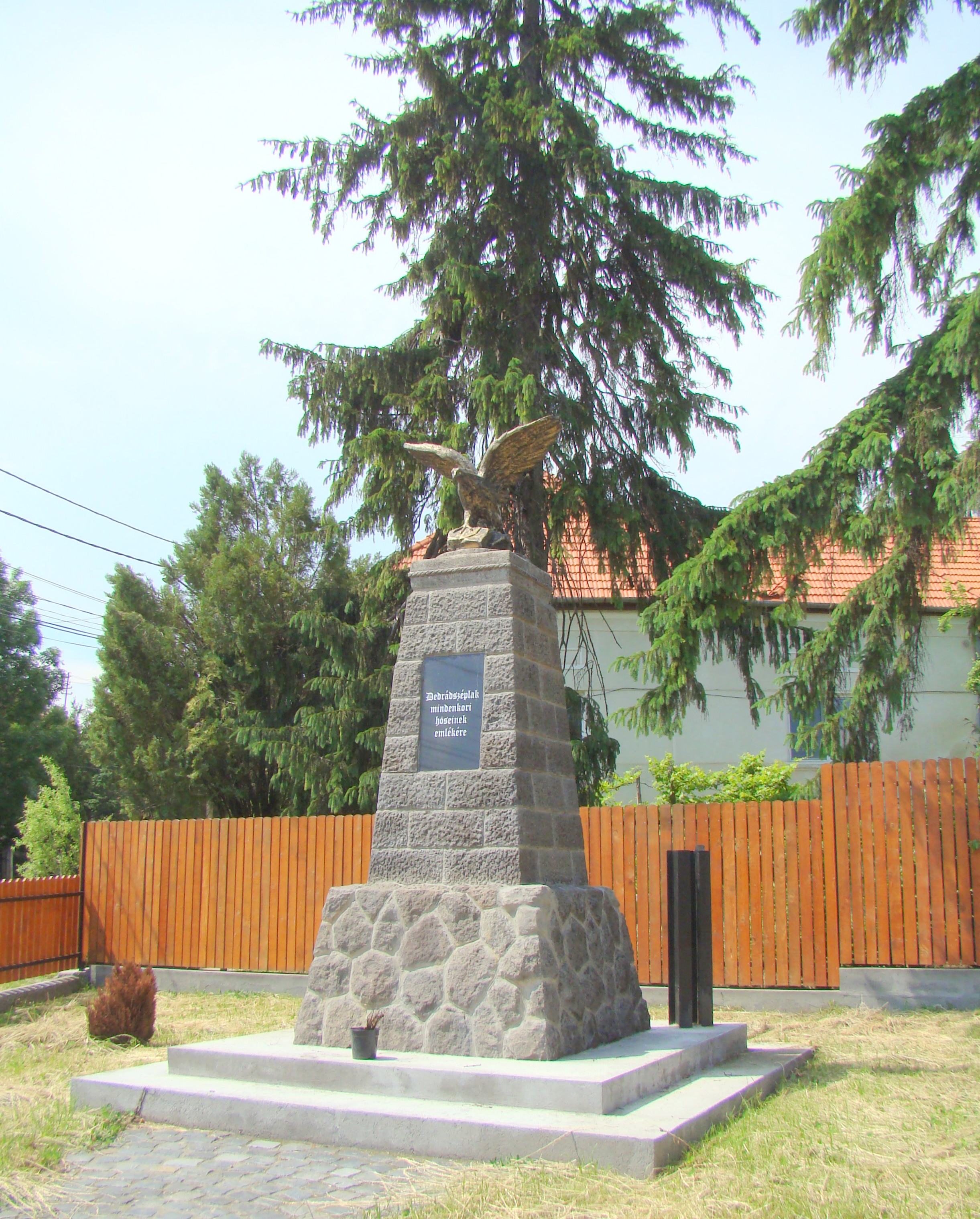
Al doilea monument al eroilor
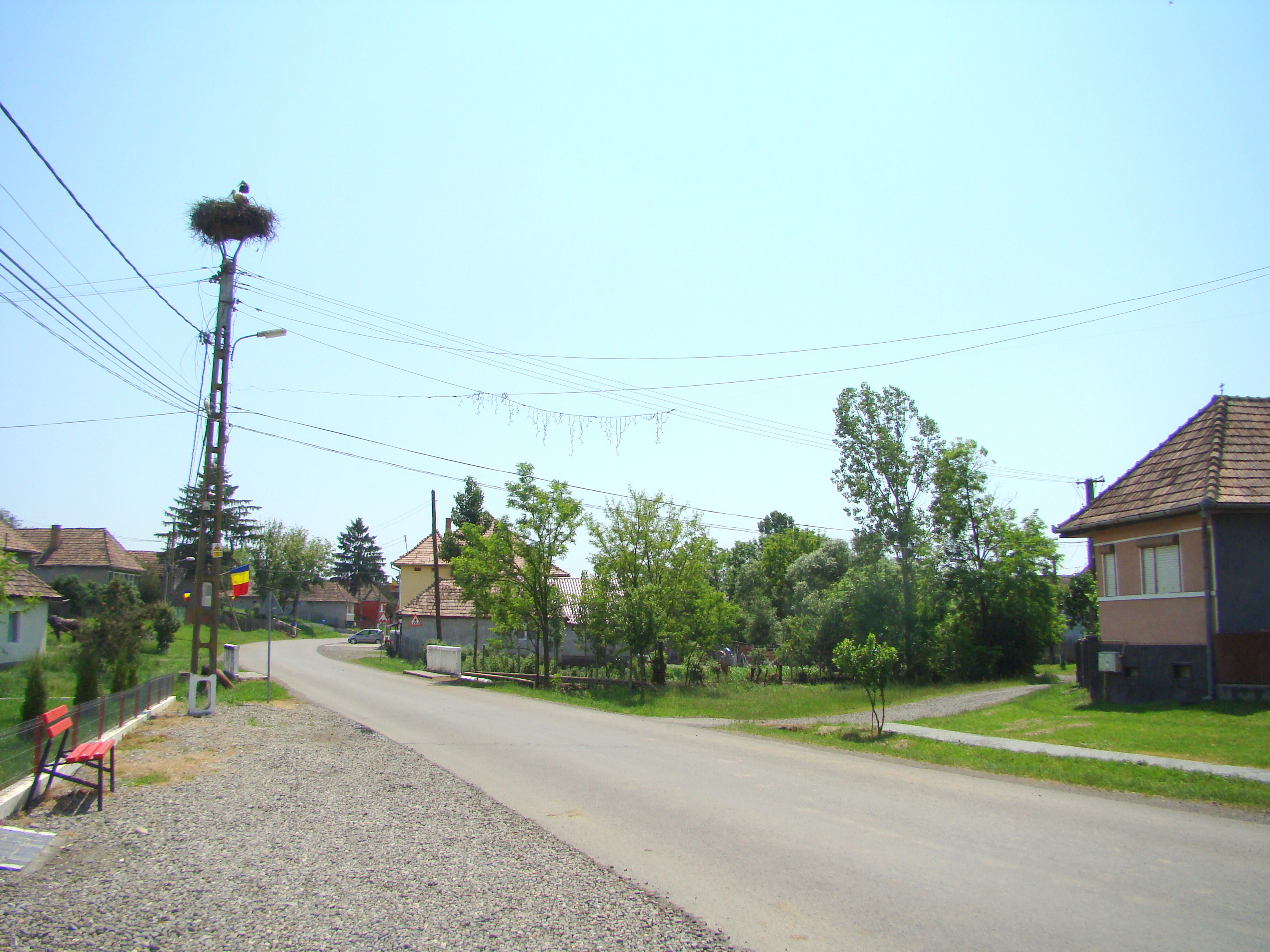
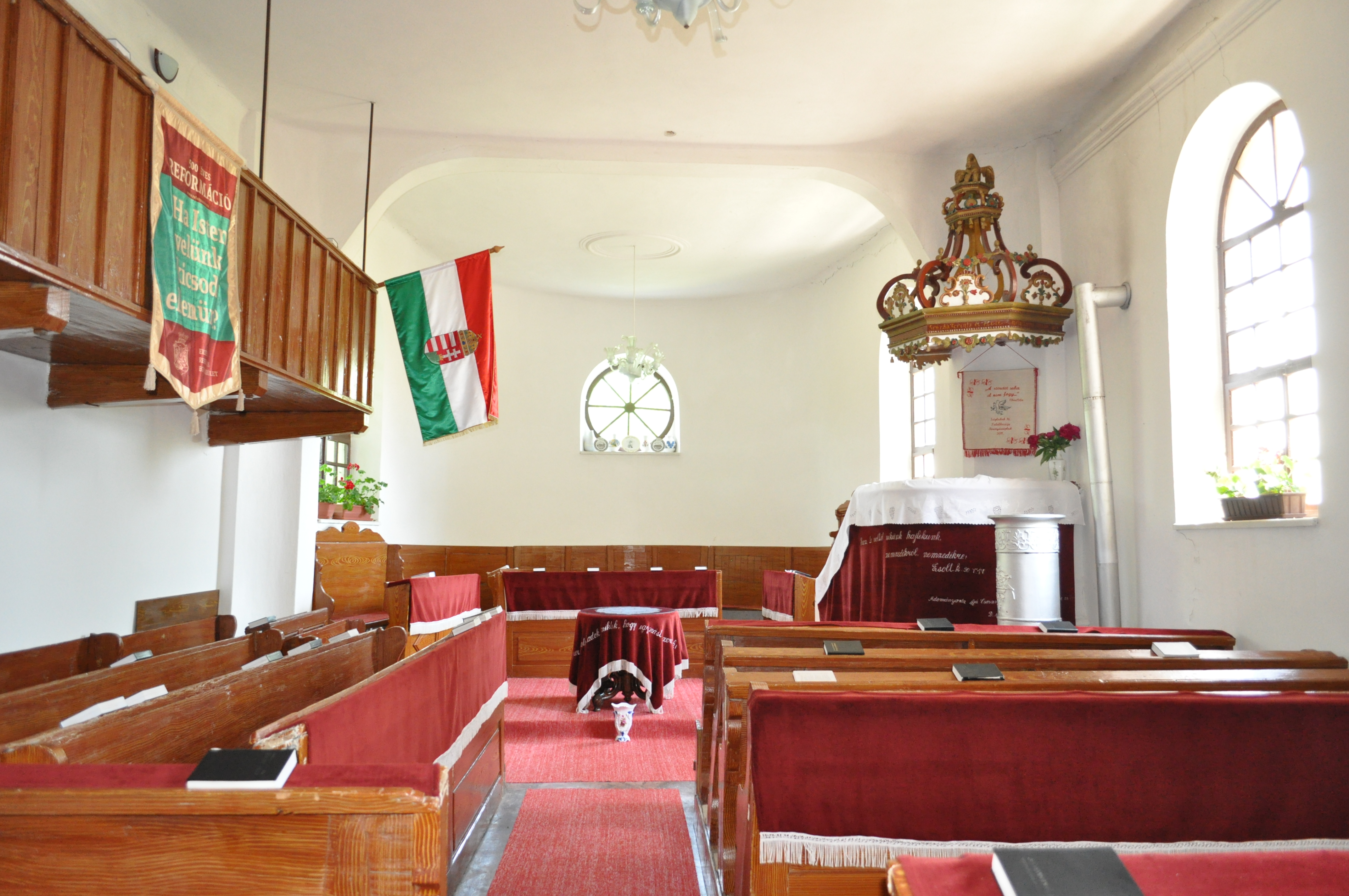
Biserica reformată (monument istoric)
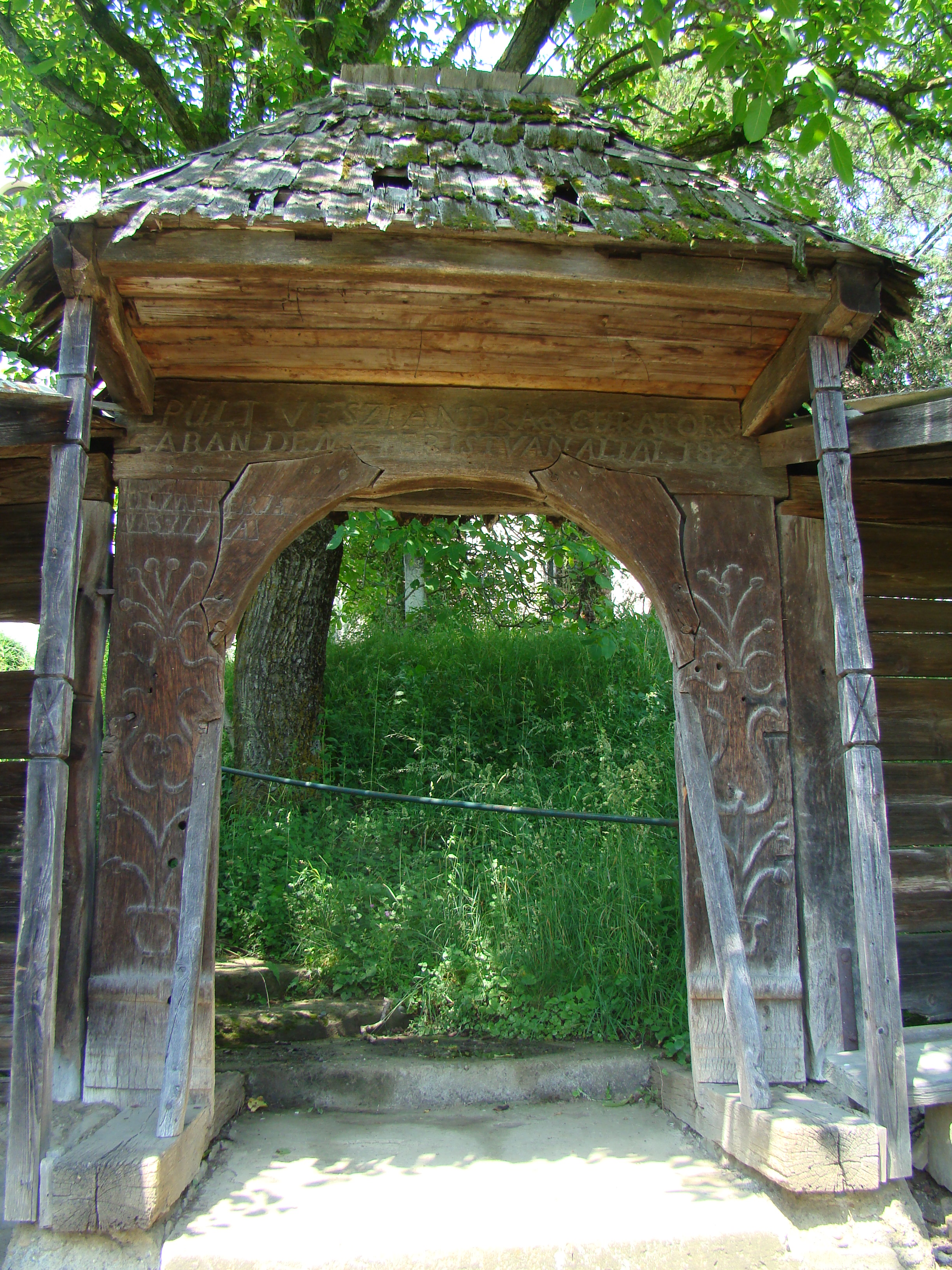
Poarta de lemn a bisericii reformate
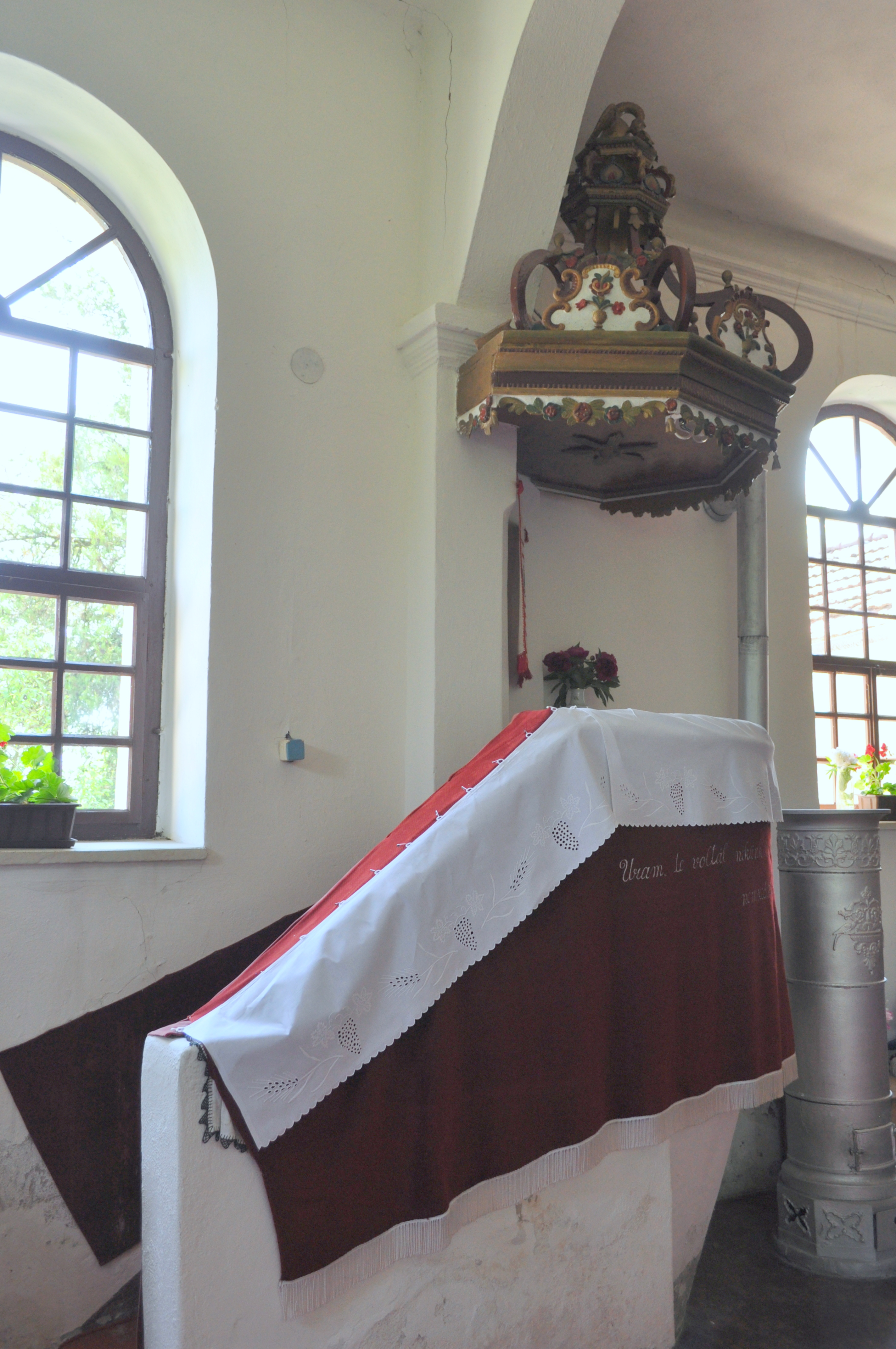
Amvonul
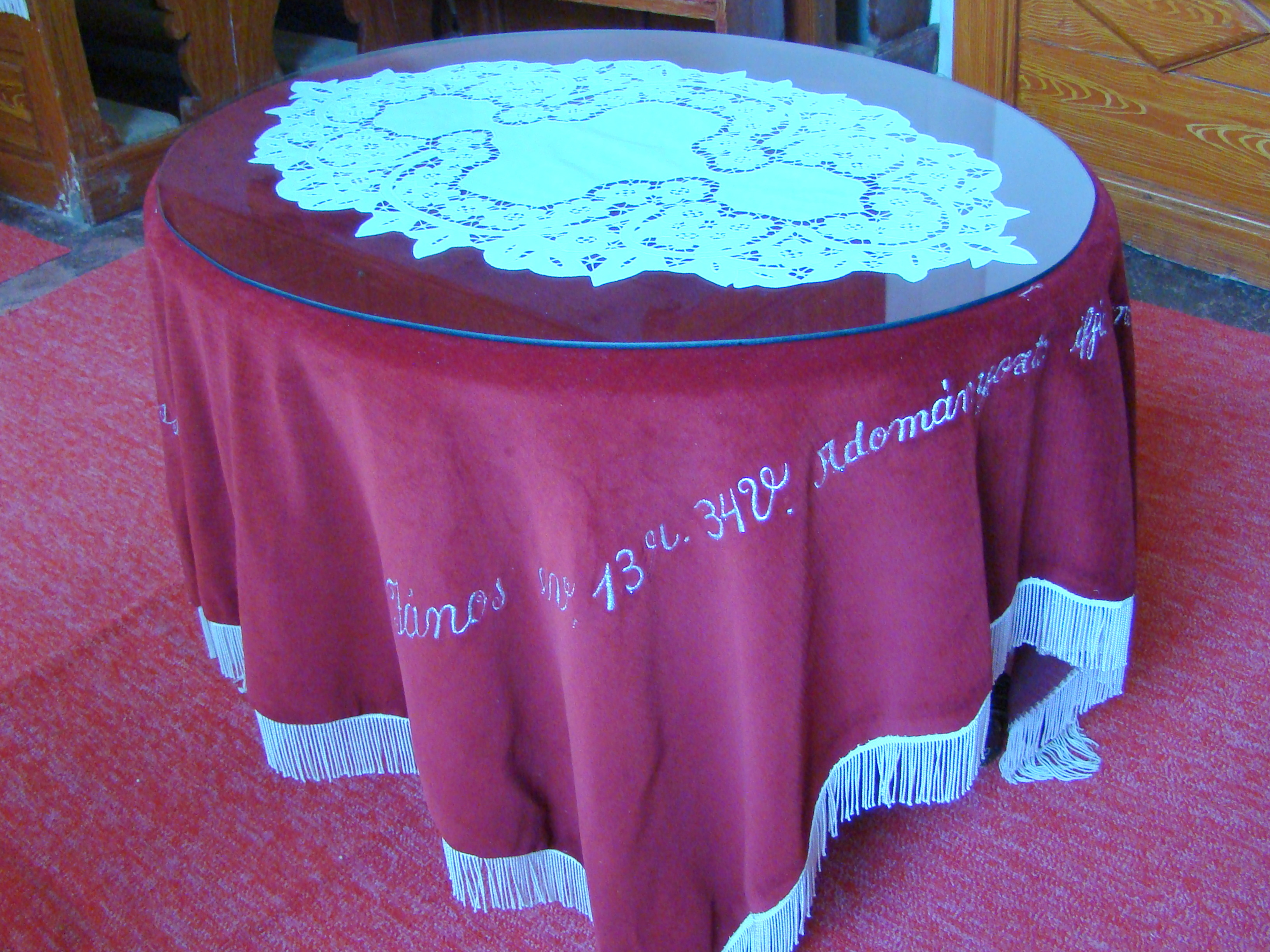
Masa Domnului